# Седиште привредног друштва
Седиште привредног друштва је место из кога се управља пословима друштва. Седиште привредног друштва одређује се оснивачким актом и региструје се у складу са законом којим се уређује регистрација привредних субјеката.
Седиште привредног друштва је битан елемент индивидуализације у правном промету. Свако привредно друштво мора имати своје седиште, које се утврђује у конститутивном акту. У легислативи и пракси постоје два концепта седишта привредног друштва.
Први концепт седишта је концепт оснивања, инкорпорације, концепт регистрованог седишта по месту оснивања. Према овом концепту, привредно друштво има своје регистровано седиште по месту оснивања (регистрације) које не мора бити везано за место обављања делатности друштва, нити за место одакле се управља друштвом. Отуда, није могућа промена права које се примењује на привредно друштво (оно може престати ликвидацијом или се може основати друштво у другој држави). Теорија инкорпорације прихвата, отуда, концепт националности компаније (друштво је везано за домаће право земље где је основно-регистровано), попут држављанства физичког лица.
Други концепт, који прихвата већина европских земаља, јесте концепт тзв. реалног (стварног) седишта привредног друштва-седиште је тамо где друштво обавља главну делатност или одакле се управља друштвом (регистровано седиште је седиште управе или место обављања делатности). Овај концепт, и то у варијанти место управе (регистровано седиште је место где је управа друштва) прихвата и наш Закон о привредним друштвима (седиште друштва је „место из ког се управља пословима друштва“). У овом случају привредно друштво је подвргнуто праву земље седишта места управе (или места обављања делатности друштва), те овај систем не прихвата концепт националности компаније (друштва).
Са становишта међународног приватног права које решава питања тзв.припадности правног лица, дакле, за земље које прихватају теорију инкорпорације-оснивања(углавном, англосаксонски концепт), друштво припада праву земље где је основано, без обзира на то да ли у тој земљи обавља делатност или има седиште главне управе, док за земље које прихватају теорију стварног седишта (углавном континентални концепт), друштво припада праву земље где је то седиште, а оно може бити у једној земљи само ако у њој то друштво има седиште главне управе или ту обавља главну делатност (једино се тада може у тој земљи регистровати).
Од концепта стварног (реалног) седишта треба разликовати и концепт тзв. статутарног седишта. Статутарно седиште је једноставно место које је у статуту означено као седиште и за које се претпоставља да је седиште лоцирано. Ако се ипак покаже да је стварно седиште привредног друштва неко друго место, локација места тог ставрног је битна, а статутарно седиште које је означено у статуту сматра се фиктивним. Право коме је привредно друштво подвргнуто може се у овом случају променити једино променом ставрног седишта, што може бити недозвољено право државе. Дакле, по теорији реалности седишта, право које се примењује на привредно друштво јесте право земље где се налази то седиште. Логичан след ове теорије је да друштва која се региструју у земљи која прихвата теорију реалног седишта морају бити основана по праву те земље.
Отуда, у ЕУ, ако једна компанија сели своје реално (стварно) седиште у другу земљу која прихвата исту теорију седишта, може се десити да се не призна да је та компанија основана и да послује како се тражи по праву те земље, док се не оснује као компанија са регистрованим седиштем у тој земљи, што је у пракси названо „ фискална обесхрабрујућа последица“.

## Значај
Седиште има вишеструк правни значај, пре свега фискални и пословни:
- за испуњавање фискалних обавеза,
- за одређивање месне надлежности регистра
- за одређивање месне надлежности судских и управних органа, у парничном, ванпарничном, извршном и управном поступку у коме учествује привредно друштво.
- за одређивање месне надлежности органа за вршење надзора над законитошћу рада привредног друштва или предузетника,
- за одређивање места склапања уговора ако стране у уговору нису навеле то место,
- за одређивање меродавног права које ће се применити на уговор, према правилима међународног приватног права,
- за одређивање надлежности у стечајном поступку,
- за одређивање места испуњења обавезе, ако то није одређено у уговору и слично.

## Промена седишта
На промену седишта које је утврдио оснивач примењују се правила утврђена у оснивачком акту (може се прописати и сагласност оснивача на промену седишта). Промена седишта, као и ближе адресе (саставног елемента седишта), обавезно се региструје и прописно објављује. Промена седишта изван граница једне земље (секундарно и промена права које се примењује на друштво) може да буде подвргнута и режиму посебних прописа и то по правилу, јдногласне сагласности чланова друштва (или строже квалификоване већине акционарског друштва са јавним уписом акција).

## Порези и таксе
Према овлашћењима из Закона о финансирању локалне самоуправе и посебним пореским законима постоје следећи порески облици:

### Локални порези
1. Порез на непокретност
2. Порез на потрошњу
3. Порез на фирму или назив
4. Порез на неизграђено грађевинско земљиште
5. Порез на игре на срећу и забавне игре

### Локалне таксе
1. Локалне комуналне таксе
2. Боравишне таксе
3. Локалне административне таксе

## Пословни простор као седиште
Простор у којем се обавља делатност не мора да се налази на адреси седишта привредног друштва. Када је у питању појам седишта нису постављени посебни услови и у складу са тим може се регистровати и стан физичког лица као седиште привредног друштва.

## Седиште друштва и достављање
Ако друштво трајно обавља своју делатност у месту различитом од свог седишта, трећа лица могу против друштва засновати надлежност суда и према том месту.
Одлуку о промени седишта доноси скупштина друштва, ако оснивачким актом, односно статутом друштва није другачије предвиђено.

## Адреса за пријем поште и достављање
Друштво може да поседује посебну адресу за пријем поште која је регистрована у регистру привредних субјеката.
У овом случају достава писмена друштву врши се на адресу за пријем поште, али се уредном доставом може сматрати и достава извршена на адресу седишта друштва.
Достава писмена у судском, управном и пореском поступку врши се у складу са посебним законима.

## Адреса за пријем електронске поште
Друштво може да има адресу за пријем електронске поште.
Уредност достављања електронског документа друштву одређује се у складу са прописима који регулишу електронско пословање.